# Џорџтаун (округ Флојд, Индијана)
Џорџтаун (енгл. Georgetown, Floyd County) град је у америчкој савезној држави Индијана.

## Демографија
По попису из 2010. године број становника је 2.876, што је 649 (29,1%) становника више него 2000. године.
| Група             | 2000.         | 2010.         |
| Белци             | 2.188 (98,2%) | 2.765 (96,1%) |
| Афроамериканци    | 5 (0,2%)      | 8 (0,3%)      |
| Азијати           | 5 (0,2%)      | 16 (0,6%)     |
| Хиспаноамериканци | 11 (0,5%)     | 54 (1,9%)     |
| Укупно            | 2.227         | 2.876         |